# 양건당 충효정려각
양건당충효정려각은 대한민국 전라남도 강진군 작천면에 있다. 2004년 11월 1일 강진군의 향토문화유산 제19호로 지정되었다.

## 개요
1795년(정조19년)에 장군 양건당 황대중(1551-1597)의 충효를 기리기 위해 건립되었고, 1894년(고종31) 중수, 1907년 중건되었다.

## 같이 보기
- 황대중